# Majella
La Majella  es un macizo en los Apeninos centrales, en Abruzos, Italia central, en la frontera entre las provincias de Chieti, Pescara y L'Aquila.  
El pico más alto es el Monte Amaro con 2793 m., el segundo más alto de toda la cordillera de los Apeninos. El macizo está en el centro del parque nacional de la Majella. 
El Majella está formada por un compacto macizo de caliza, en cuya cumbre se encuentran los picos más altos del grupo: Monte Amaro 2793 m, Monte Acquaviva 2737 m, Monte Focalone 2676 m, Monte Rotondo 2656 m, Monte Macellaro 2646 m, Pesco Falcone 2546 m y Cima delle Murelle 2598 m.
Vastas mesetas están presentes hasta los 2500 m. Las laderas se caracterizan por hondos valles y gargantas, talladas por ríos como el Orfento, el Foro y otros. 
Cerca están los grupos del Monte Morrone, Monte Porrara y Montes Pizzi. El Majella incluye una cascada de hielo, conocida como Il Principiante, ubicada a 1600 m s. n. m. y con una altura de 25 metros.

## Referencias

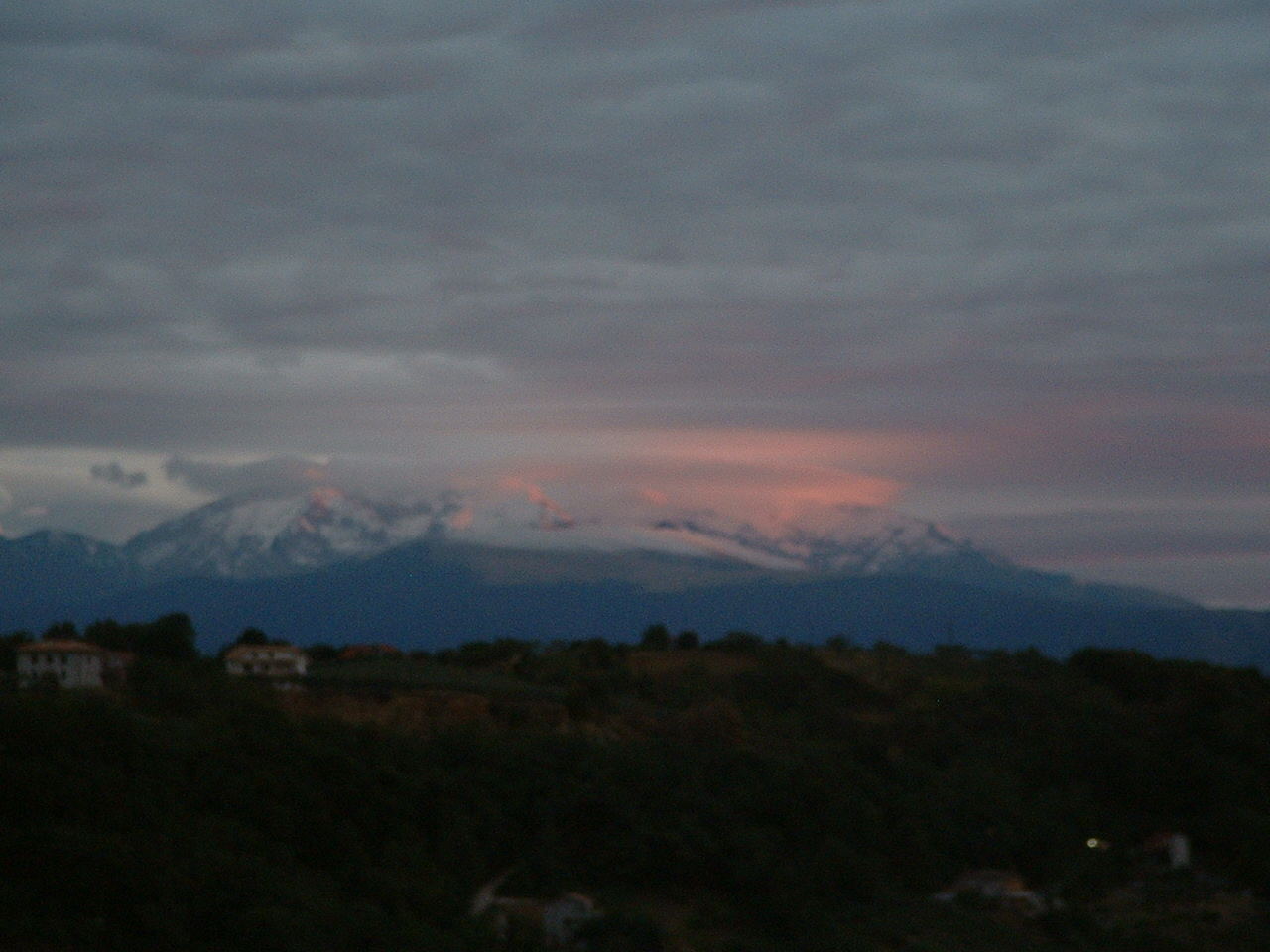
Majella en el ocaso.